# Giancarlo Polidori
Pour les articles homonymes, voir Polidori.
Giancarlo Polidori, né le 30 octobre 1943 à Sassoferrato, dans la province d'Ancône dans les Marches, est un ancien coureur cycliste italien, dont la carrière, commencée au milieu des années 1960, s'achève au milieu des années 1970.

## Biographie
Giancarlo Polidori est professionnel de 1966 à 1976. En 1969, il remporte la première étape du Tour d'Italie et porte le maillot rose pendant sept jours.

## Palmarès

### Palmarès amateur
- 1965
  -  Champion d'Italie sur route amateurs
  - Targa Crocifisso
  - Tour des Abruzzes

### Palmarès professionnel
- 1966
  - 8e du Tour de Lombardie
- 1968
  - Tour du Latium
  - 2e du GP Industria in Belmonte-Piceno
  - 2e du Tour d'Émilie
- 1969
  - 3e étape du Tour de Sardaigne
  - 3e étape de Tirreno-Adriatico
  - 1re étape du Tour d'Italie
  - 2e du Tour de Sardaigne
  - 2e de la Coppa Bernocchi
  - 3e du Tour de Vénétie
- 1970
  - 1re étape du Tour de Sardaigne
  - GP Montelupo
  - 3e du Tour de Campanie
  - 3e du Grand Prix de Menton
- 1971
  - 5e étape de Tirreno-Adriatico
  - Grand Prix Cemab à Mirandola
  - Tour de Toscane
  - Trois vallées varésines
  - Tour de Vénétie
  - 2e du Tour de Romagne
  - 2e du Trophée Matteotti
  - 3e du Grand Prix Tarquinia
  - 3e de la Coppa Placci
  - 3e du Tour d'Émilie
  - 4e du championnat du monde sur route
  - 10e du Tour de Lombardie
- 1972
  - 2ea et 3ea étapes du Tour de Romandie
  - 6e étape du Tour de Suisse
  - Sassari-Cagliari
  - 2e du GP Industria in Belmonte-Piceno
- 1973
  - 1re étape du Tour de Romandie
  - Tour d'Ombrie
  - 2e du Grand Prix de l'industrie et du commerce de Prato
  - 2e du Tour du Latium
  - 3e du Tour du Piémont
  - 5e du Tour de Romandie
- 1974
  - Sassari-Cagliari
  - GP Industria in Belmonte-Piceno
  - 2e du Grand Prix de Nice
- 1975
  - 2e du Tour de Vénétie
  - 2e du Tour du Latium
- 1976
  - 2e du Tour de Vénétie

## Résultats sur les grands tours

### Tour de France
3 participations
- 1967 : 22e, maillot jaune pendant 1 jour
- 1969 : abandon
- 1970 : 73e

### Tour d'Italie
11 participations
- 1966 : abandon
- 1967 : 30e
- 1968 : 36e
- 1969 : 31e, vainqueur de la 1re étape,  maillot rose pendant 7 jours
- 1970 : 29e
- 1971 : 18e
- 1972 : 58e
- 1973 : 62e
- 1974 : abandon (20e étape)
- 1975 : 36e
- 1976 : 79e